# گورنوواتس
گورنوواتس (به صربی: Gornovac) یک منطقهٔ مسکونی در صربستان است که در ترگوویشته واقع شده‌است. گورنوواتس ۷۴ نفر جمعیت دارد.